# Tidarren ubickorum
Tidarren ubickorum är en spindelart som beskrevs av Knoflach och van Harten 2006. Tidarren ubickorum ingår i släktet Tidarren och familjen klotspindlar. Inga underarter finns listade i Catalogue of Life.